# Paratanytarsus tyrolensis
Paratanytarsus tyrolensis är en tvåvingeart som först beskrevs av Jean-Jacques Kieffer 1924.  Paratanytarsus tyrolensis ingår i släktet Paratanytarsus och familjen fjädermyggor.
Artens utbredningsområde är Österrike. Inga underarter finns listade i Catalogue of Life.